# Der weiße Hai 2
Der weiße Hai 2 (Originaltitel: Jaws 2) ist ein US-amerikanischer Horrorfilm von Jeannot Szwarc aus dem Jahr 1978 und die Fortsetzung von Der weiße Hai. 

## Handlung
Vier Jahre sind vergangen, seitdem der riesige Weiße Hai die Gewässer vor Amity Island heimgesucht hat. Zwei Taucher werden an dem Wrack der Orca angegriffen. Die dabei verlorengehende Tauchkamera wird im späteren Verlauf des Filmes gefunden. Als drittes Opfer wird eine Wasserskifahrerin vom Weißen Hai getötet. Anschließend greift der Hai auch das zugehörige Motorboot an. Bei einem Abwehrversuch  mittels Treibstoffen explodiert das Boot und die Bootsführerin kommt ums Leben.
Am Strand beim Leuchtturm wird ein fürchterlich zugerichteter Orca mit riesigen Bisswunden gefunden. Hier nun beschleicht Polizeichef Martin Brody endgültig der fürchterliche Verdacht, dass ein neuer Weißer Hai die Gewässer vor Amity Island unsicher macht. Er beobachtet ständig die Gewässer; allein seine Präsenz auf einem Wachturm macht den Bürgermeister – der die Abschreckung der Touristen fürchtet – unruhig. Nachdem Brody einen Fehlalarm schlägt, bei dem er in einen Schwarm Blaufische schießt, wird er in einer Nachtsitzung vom Gemeinderat entlassen.
Eine Gruppe von Jugendlichen, darunter die beiden Söhne von Brody, Michael und Sean, unternimmt einen Bootsausflug zum Leuchtturm. Die Teenager werden von dem Hai angegriffen. Michael wird dabei fast getötet. Die zerstörten Boote treiben in Richtung Cable Junction. Dort findet Brody sie mit dem Polizeiboot. Brody nimmt Stellung in der Nähe eines durch das Wasser verlaufenden Starkstromkabels. Er schlägt mit einem Ruder auf das Kabel, provoziert so den Hai, der in das Kabel beißt und durch den elektrischen Strom getötet wird.

## Entstehung
Scheider wurde eine Rolle in dem Universal-Film Die durch die Hölle gehen angeboten. Aufgrund von künstlerischen Differenzen verzichtete Scheider jedoch darauf. Da Universal einen Drei-Filme-Vertrag mit ihm hatte, musste er für Universal im Film Der weiße Hai 2 mitspielen.
Die Dreharbeiten fanden zum Teil auf der Insel Martha’s Vineyard statt. Als Kulisse für den Ort Amity diente die Stadt Edgartown. Ein Großteil der Strandszenen wurde in Navarre (Florida) gedreht. Die Insel Cable Junction existiert tatsächlich nicht, sondern wurde für den Film mittels Aufbauten auf einem Lastkahn dargestellt.
Die Produktionskosten betrugen schätzungsweise 20 Millionen US-Dollar. Das weltweite Einspielergebnis betrug rund 188 Mio. US-Dollar.

## Kritik
Das Lexikon des internationalen Films schrieb, der Film sei verglichen mit seinem Vorgänger „dramaturgisch weniger raffiniert“. Die Horroreffekte seien „oberflächlich“; nur die Musik erzeuge Spannung.

## Fortsetzungen
Im Jahr 1983 folgte Der weiße Hai 3-D und im Jahr 1987 Der weiße Hai – Die Abrechnung.